# Esther Ofarim
Esther Ofarim (en hebreo: אסתר עופרים‎, (Safed, 13 de junio de 1941), registrada al nacer como Esther Zaied, es una cantante israelí.

## Carrera
Conoció a Abi Ofarim, un guitarrista y bailarín, en 1959 y posteriormente se casaron. Con su marido y sin él, comenzó a cantar en hebreo canciones populares e internacionales.
En 1960, Esther tiene un pequeño papel en la película  Éxodo .  En 1961 ganó el Festival de la Canción de Tel Aviv, donde cantó "Saeni imcha bemachol" y "Neama". Dos años más tarde, Esther logró el 2º lugar en el Festival de Eurovisión con "T'en vas pas", representando a Suiza, en un principio el jurado de Noruega, último en votar, le otorgó la victoria, pero dicho jurado rectificó la puntuación haciendo ganadora a los reprensetantes de  Dinamarca con la canción "Dansevise".
A partir de entonces, su dúo con su entonces esposo Abi Ofarim comenzó a despegar. En 1966 tuvieron su primer hit en Alemania con "Noch einen Tanz". Su mayor éxito en Alemania fue "La mañana de mi vida" en 1967, que fue escrita por los Bee Gees. En 1968 el matrimonio Ofarim  logra su mayor éxito internacional con "Cinderella Rockefella", que logró el número uno en una serie de países, entre ellos el Reino Unido. En 1969 realizaron una gira mundial. 
Como resultado de problemas en el ámbito empresarial, y en sus relaciones personales, se divorciaron en 1970. 
Esther comenzó su carrera en solitario con varios Álbumes y conciertos. En 1984 interpretó la obra escrita por Joshua Sobol "Ghetto", producida por Peter Zadek en Berlín.  Allí cantó algunas canciones, incluyendo "Frühling" y "Unter deinen Weissen Sternen".  La obra tuvo un gran éxito, que se atribuyó en parte a la fuerte presencia de Esther. 
Desde 1998, Esther Ofarim ha realizado varios conciertos cada año, especialmente en Israel y Alemania. Esto incluye conciertos anuales en el Hamburger Kammerspiele. 
Las canciones de Ofarim más destacadas aparecieron en la película israelí de 2004 Caminar sobre las aguas del director israelí Eytan Fox.

## Discografía

### Dúo Esther & Abi Ofarim
- 1961 : Ha Ofarim (The Roes) (Israphon AP 201)
- 1962 : Mousar Adin (Foibles and Fables) (Israphon AP 210)
- 1963 : Esther Ofarim and Abraham (Songs der Welt) (Philips B48051L-840458BY-840438PY-PHM200102-PHS600102)
- 1964 : Melodie einer Nacht (Philips P48104L)
- 1965 : That’s Our Song (Neue Songs der Welt) (Philips BL7698-652204BL-843750PY, Litratone 12135MS)
- 1966 : Noch einen Tanz (Philips 843775PY)
- 1966 : Sing Hallelujah (Das Neue Ofarim Album) (Philips BL7757-P48141L-843920PY, Litratone 12134 MS)
- 1967 : 2 in 3 (GER-UK-ESP-ISR) (Philips 838807JY-620209JL-620210JL, Phonodor 13004)
- 1967 : Cinderella-Rockefella (FR) (Philips 844301BY)
- 1967 : Cinderella-Rockefella (USA) (Philips PHS600269)
- 1968 : Up To Date (GER-UK-ISR) (Philips 838808JY, Phonodor 12196)
- 1969 : Ofarim Konzert-Live 1969 (GER) (Philips H72AM201)
- 1969 : Ofarim Concert-Live 1969 (UK) (Philips 88422DY)
- 1969 : Ofarim Concert-Live (USA) (Philips PHS600330)
- 1972 : Rak Ivrit (Hebrew Only) (Phonodor 13034)

### Esther Ofarim
- 1962 : Bechireï Moshe Wilensky (4 Wilensky Songs, as Esther Reichstat) (Israphon EP 109)
- 1962 : Bechireï Yeladim (Children Songs, as Esther Reichstat) (Israphon AP 211)
- 1962 : Hayu Leylot (Those Were The Nights, as Esther Reichstat) (Israphon AP 303)
- 1963 : Esther In Geneva (published on CD in 2012, Bear Family Records BCD 17307 AH)
- 1965 : Esther Ofarim : American Folk Songs in French (Philips P 48.131 L)
- 1965 : Is It Really Me! (Philips PHS 600–185)
- 1967 : Esther Im Kinderland (Philips 843 995 PY)
- 1969 : Esther Ofarim : The Pink Album, Folk Songs (Philips PHS 600–343)
- 1972 : Un Prince en Avignon (Philips ST 6-303-063, compilation of songs in french)
- 1972 : Esther : The Green Album, Ladino and French Ancient Songs (CBS-EMI-HÖRZU SHZE 367)
- 1972 : Esther Ofarim : American Folk Songs (EMI-Columbia-BASF C062-05-178)
- 1973 : Esther Ofarim : Songs in French (EMI-Pathé C064-05287)
- 1973 : Live in Tel-Aviv (Hed Arzi BAN 14317)
- 1977 : In Concert in Tel-Aviv (Hed Arzi 64001, published in 1999, Emergo in 2001)
- 1981 : Time Square : guest of Eberhard Schoener
- 1982 : Esther Ofarim : The White Album, Poems and Cantics (Hed Arzi BAN 14983)
- 1982 : Complicated Ladies (Mercury)
- 1988 : Hayu Lailot (revival on CD of 1962's Hayu Leylot)
- 1988 : In Concert in Tel-Aviv (Hed Arzi 64001)
- 2005 : Back On Stage : Live in Hannover 2003 (Tropical Music)
- 2006 : In New York, with Bobby Scott orchestra (Bureau B)
- 2009 : In London, prod Bob Johnston (Bureau B)
- 2009 : I'll See You In My Dreams: Live in Hamburg 2009 (Tropical Music)
- 2011 : Le Chant des Chants (Bear Family BCD 17210 AH, revival of EMI-Pathé 1973's Songs in French)
- 2012 : Esther In Geneva